# 大小暦

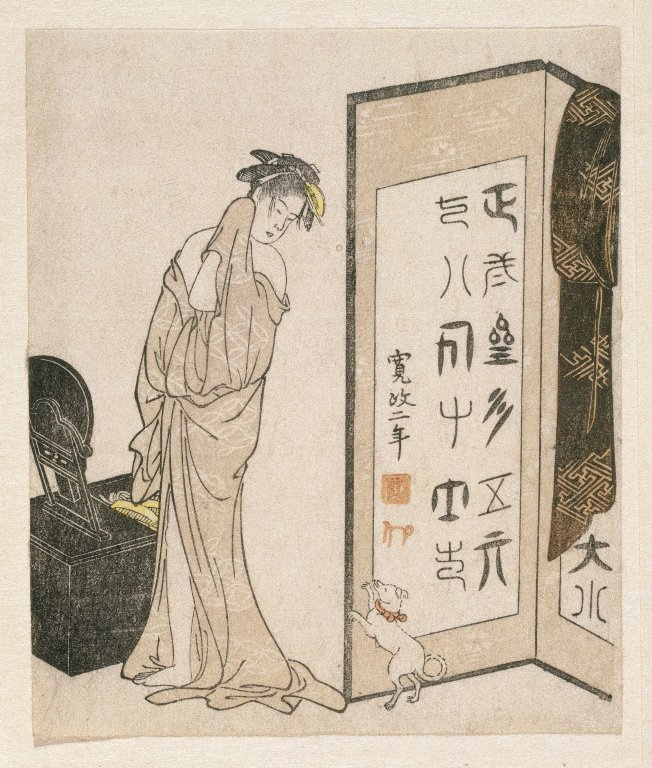
大小暦の例。屏風の図案として、寛政2年（1780年）の大の月が太字、小の月が細字で書かれている。犬が描かれているのは戌年ゆえ。

大小暦（だいしょうごよみ）は、和暦（グレゴリオ暦導入前の太陰太陽暦）の各月の日数（月の大小、30日である「大の月」と29日である「小の月」）をイラストなどで工夫して表現した暦である。単に大小（だいしょう）と表記する場合もある。

## 概要
大小の表記を強調したのみの単純な物や、ある種の判じ物（パズル）の様な趣向を凝らした物もある。ただし、暦の売買は江戸幕府および陰陽道の土御門家によって厳しく規制されていたため、専ら金品の対価を伴わない贈答品として作成されるのが一般的であった。
太陰太陽暦では天体の月の満ち欠けの周期（約29.5日）を元に大の月・小の月を決定するが、朔（新月の瞬間）の日付によって毎年、大小の月の配置が変わってしまう。また閏月が追加される年もあるため、暦を見ないとどの月が大の月・小の月となるかが不明となり、毎年発行されるカレンダーで確認する必要性があった。大小暦は漢数字を巧みに配するなどした絵で月の大小を読者に知らせた。
また、絵の他に俳句などの形式を採った語呂合わせも利用された。現在日本で用いられているグレゴリオ暦では小の月は「2・4・6・9・11月」と固定されており俗に「西向く士（）」と言われるが、これも天保8年（1837年）の大小暦を覚えるために作られた語呂合わせである。
大小絵暦の絵の部分が発展して錦絵となり、後の浮世絵の元となった。

## 詰将棋
| 9 | 8 | 7  | 6  | 5  | 4  | 3  | 2  | 1  |    |
|   |   |    |    |    |    |    |    |    | 一 |
|   |   |    |    |    |    |    |    | 金 | 二 |
|   |   |    |    |    |    |    | 銀 | 王 | 三 |
|   |   |    |    |    |    | 全 | 飛 |    | 四 |
|   |   |    |    |    | 馬 | 桂 |    |    | 五 |
|   |   |    |    | 龍 | 金 |    |    |    | 六 |
|   |   |    | 角 | 桂 |    |    |    |    | 七 |
|   |   |    | 全 |    |    |    |    |    | 八 |
|   |   | 銀 |    |    |    |    |    |    | 九 |

大小暦を詰将棋で表現したものは「大小詰物」と呼ばれる。この概念と名称は1941年に発見された天野宗歩の問題に由来する。発見時には「大小」の意味は不明だったが、長谷部言人がこれが大小暦の一種であることに気付き自著で紹介している。右の問題は先手の駒を▲、後手の駒を△として右から順に並べると「△△▲△△▲▲△▲△▲△▲」となる。△を大の月、▲を小の月とすると表題にもある嘉永5年の月の大小に一致する。
宗歩の作品が知られる以前から、桑原君仲の『将棋極妙』には年と大小について記された問題が記されている問題が複数確認されていた。それらは単に「大の月と小の月の数」と考えられており、大小暦と関連付けられたのは宗歩の作品の後であった。他に九代大橋宗桂や久留島喜内、渡瀬荘次郎らに複数の問題がある。
2024年に牧之原市の民家から「文化午 大小」と書かれた詰将棋が発見された。この詰将棋は藤井聡太がイベントで同市を訪れたときに市資料館の職員から紹介された。藤井はその場でこの作品が不完全であることを確認し修正案を提示している。その時点では意味が分からない配置駒があった。同行していた東京新聞の記者が「大小」を手掛かりとして調べたところ、文化年間の午年＝文化7年（1810年）の大小詰物に該当することが判明した。